# Castelo de Portchester
O Castelo de Portchester é um castelo medieval construído dentro de um antigo forte romano em Portchester, a leste de Fareham, no condado inglês de Hampshire.

## História
A importância estratégica de Portchester foi reconhecida desde pelo menos o século III, quando um forte romano foi estabelecido no local onde posteriormente o castelo foi construido. Embora seja incerto exatamente quando o forte foi construído, pensa-se que foi construído por Caráusio por instruções do imperador Diocleciano entre 285 e 290.

O castelo passou do controle real em 1632 quando Carlos I vendeu para Sir William Uvedale. Desde então, o castelo de Portchester passou por seus sucessores, a família Thistlethwaite.